# Автологія
Автоло́гія —  слова та вислови у їх прямому (безпосередньому) значенні на відміну від переносного.
В автологічних віршах поети майже не звертаються до тропів.
Українська література завжди, під впливом фольклору, була більш схильна до металогічної мови. До автологічного письма зверталися Є. П. Плужник, Д. Н. Фальківський, Юрій Липа, П. О. Дорошко та ін.
Найбільше в поезії принцип автологічного письма використовував у сюрреалістичних творах поет "Київської школи"  Василь Рубан, а в сучасній прозі Григорій Гусейнов.